# Ruhororo (kommun)
Ruhororo är en kommun i Burundi. Den ligger i provinsen Ngozi, i den centrala delen av landet, 80 kilometer nordost om Burundis största stad Bujumbura.